# Château d'Usson (Charente-Maritime)
Pour les articles homonymes, voir Château d'Usson.
Le  château d'Usson ou château des Égretaux est situé au sud-est de la ville de Pons en Charente-Maritime.
Sous le nom de Château des Énigmes, il est actuellement exploité en parc de loisirs sur le thème des pirates.

## Historique
William Augereau, propriétaire des Égretaux, achète en 1879 les restes du château d'Usson, implanté sur la commune d'Échebrune, commune viticole du canton de Pons, située à 7,5 km à l'est de Pons. 

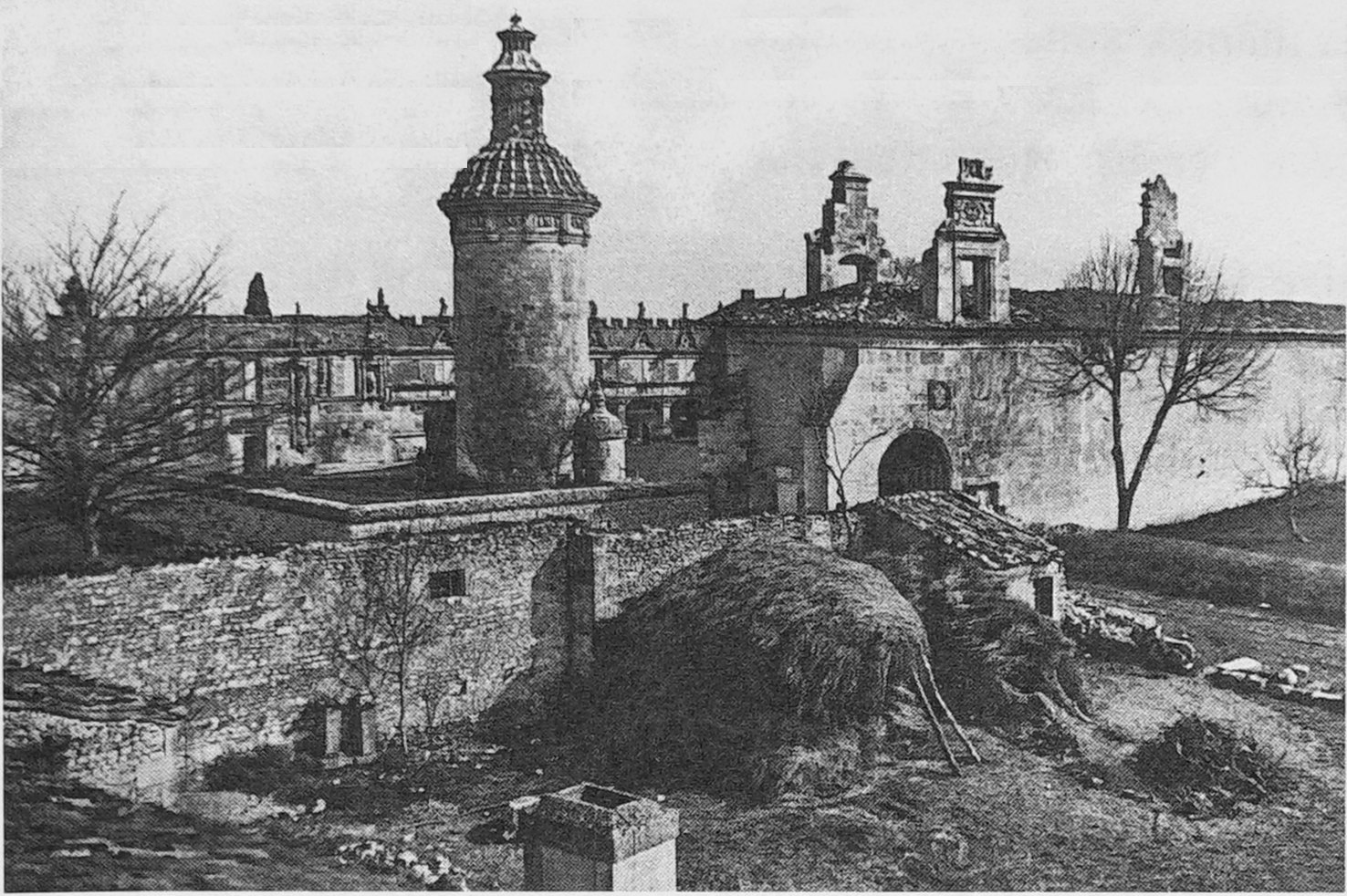
Le château avant 1880.

Menacé de tomber en ruines, il fait démonter et transporter sur des wagonnets les éléments du château dont le transfert commence en 1889. Il en achève la reconstitution au cours de l'année 1890, sur un site agreste, près de la vallée de la Seugne (rive droite), au sud-est de Pons.
Tout en ayant conservé  en grande partie son cachet d'origine, de style Renaissance, le château est reconstruit selon les fantaisies de son acheteur qui y a ajouté des éléments provenant d'autres édifices, dont une cheminée du château de Pons et des boiseries Régence du château de Rosny-sur-Seine.
Le 14 mai 1925, le château a été inscrit au titre des monuments historiques.

## Architecture
Le château est réédifié selon un plan fantaisiste où le bâtiment principal a la forme d'un U, avec un corps de logis à galerie Renaissance, dont le centre du rez-de-chaussée est occupé par un jardin d'hiver.
Les deux ailes ont des tourelles et, seulement du côté de la cour centrale, sont ornées de décors Renaissance, broderies de sculptures et frontons des fenêtres. On note l'ancien porche inséré dans l'aile gauche, et à droite la tour aveugle surmontée d'un lanternon, qui sont de conceptions diverses.
Les façades externes donnent sur le parc, ses pelouses et ses grands arbres,.

## Parc à thème
Depuis 1999, le Château d'Usson abrite en son sein l'entreprise du Château des Énigmes, un parc à thème proposant un parcours de 27 jeux faisant appel au sens de l'orientation, l'ouïe, l'odorat, à travers le château et son parc boisé. Un service de restauration est proposé à l'intérieur du parc pour les mois de juillet et août.
Depuis son ouverture, les thèmes ont été les suivants : Les elfes et les fées, les templiers, les mousquetaires et les pirates. Le thème du parcours change tous les quatre ans.
Durant toute l'année, le Château d'Usson met à disposition, pour l'organisation d’événements comme les anniversaires d'enfants, réunions familiales, séminaires. La Cour d'Honneur, les jardins à l'italienne, ainsi que trois de ses plus belles salles : l'Orangerie, la Salle à Manger « François 1er » et le Salon « Marquise de Pompadour ». 
Le Château d'Usson/Château des Énigmes, à travers l'entreprise Sur un arbre perché, offre la possibilité de dormir dans des « cabanes dans les arbres », au nombre de cinq, chacune ayant son thème propre : "écureuils", "zen", "moussaillons", "1001 nuits" et "énigmes".

## Quelques images

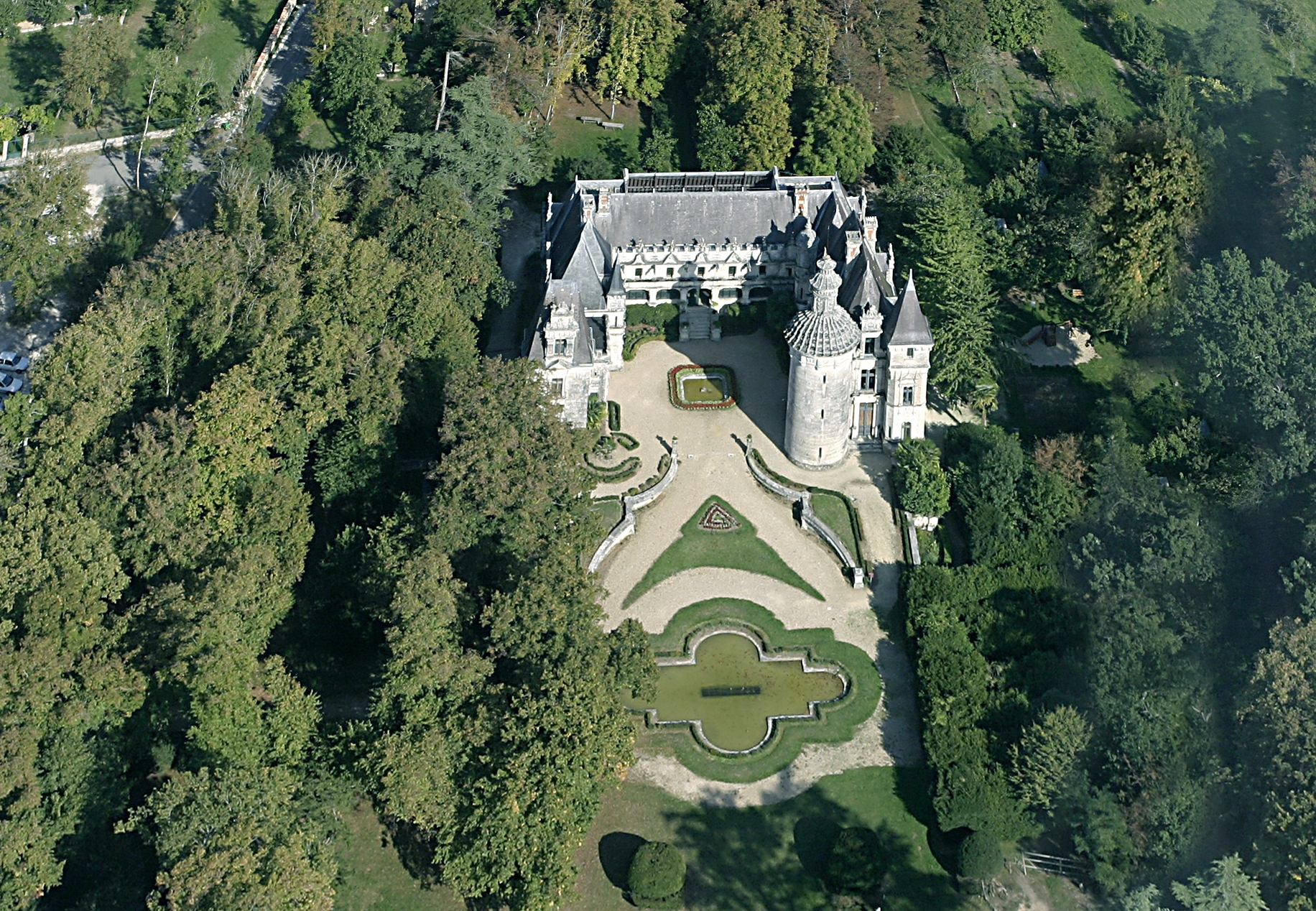
Le château et son parc,
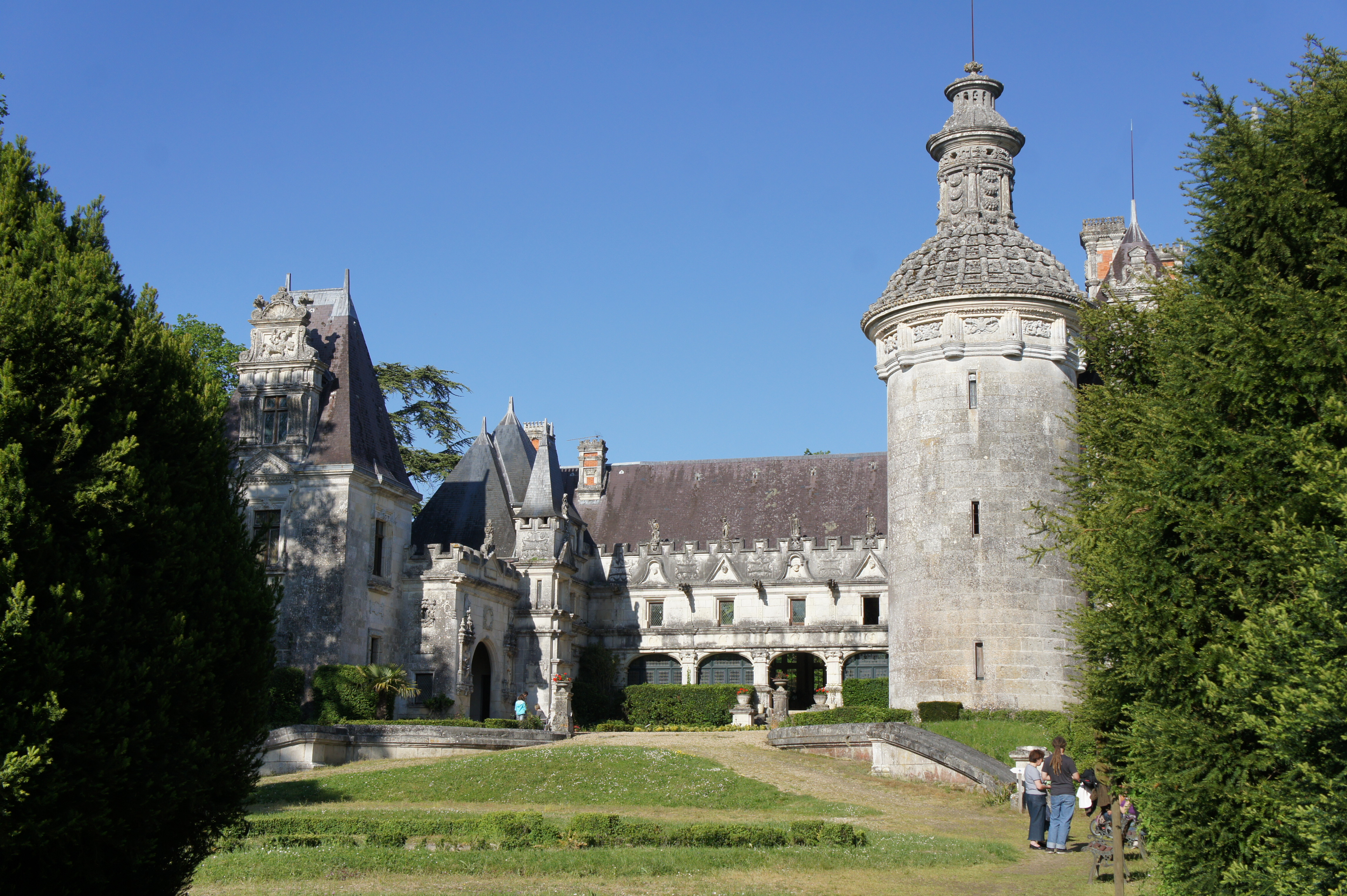
sa cour,
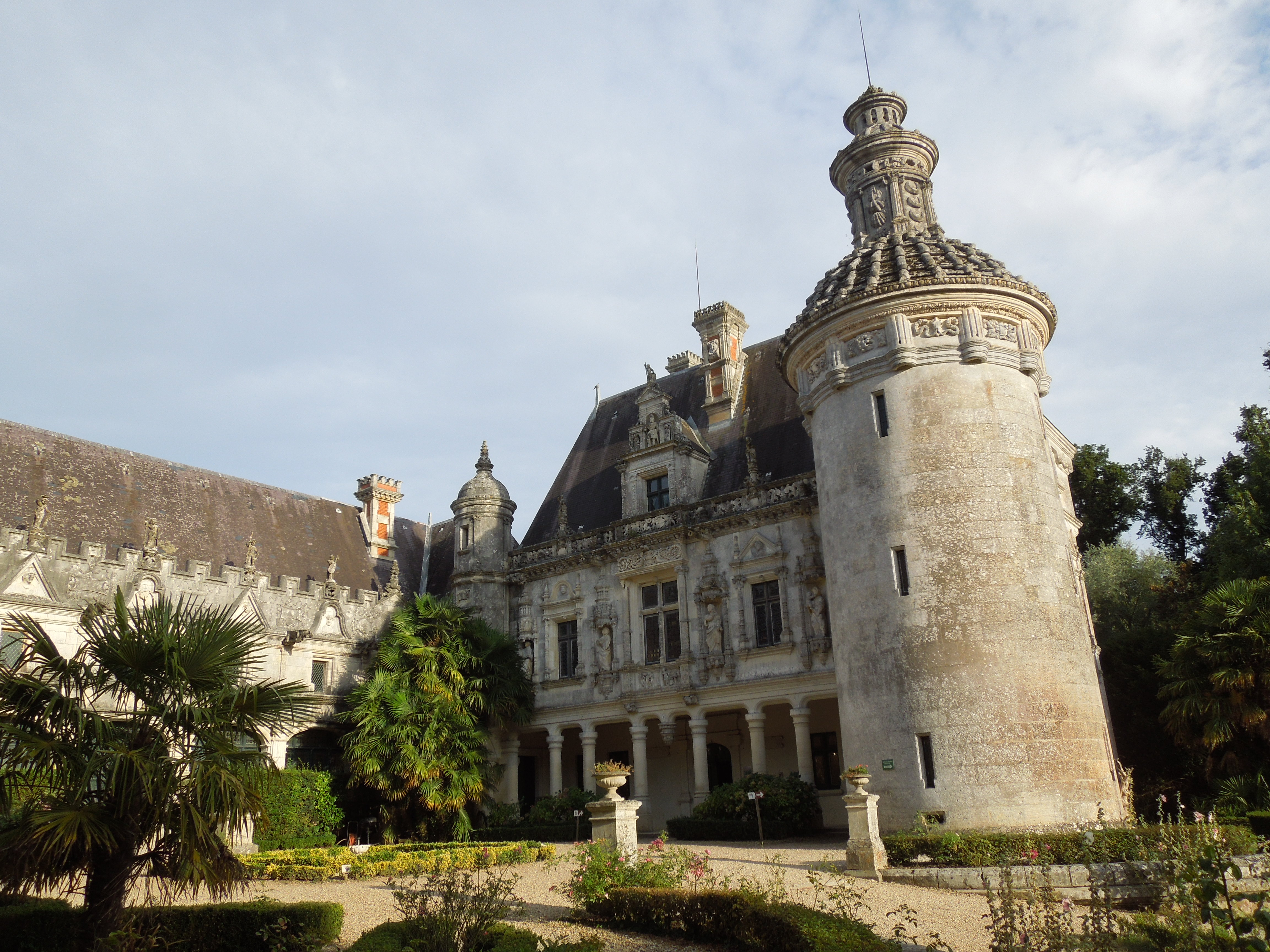
façade sur cour,
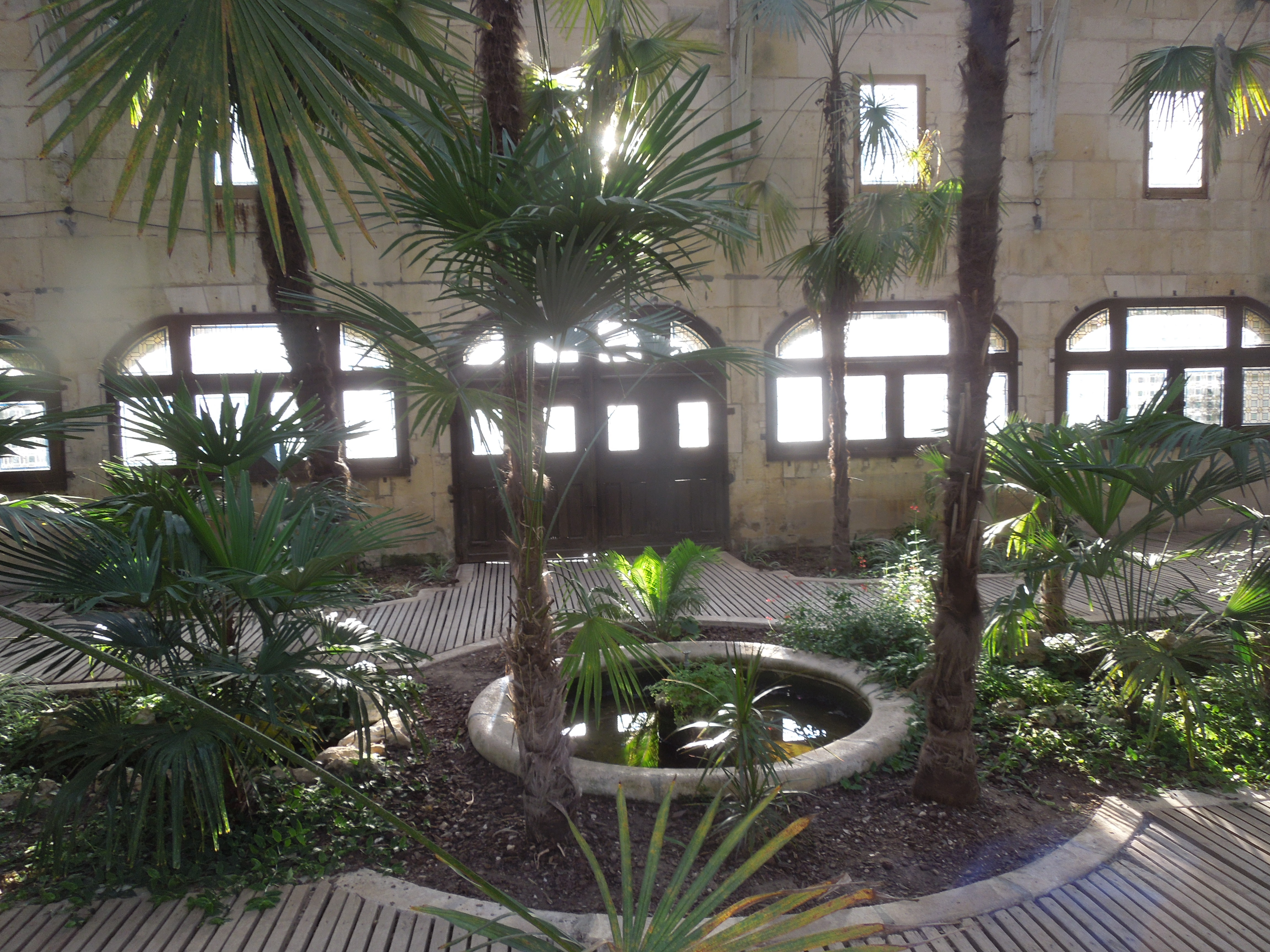
jardin d'hiver,
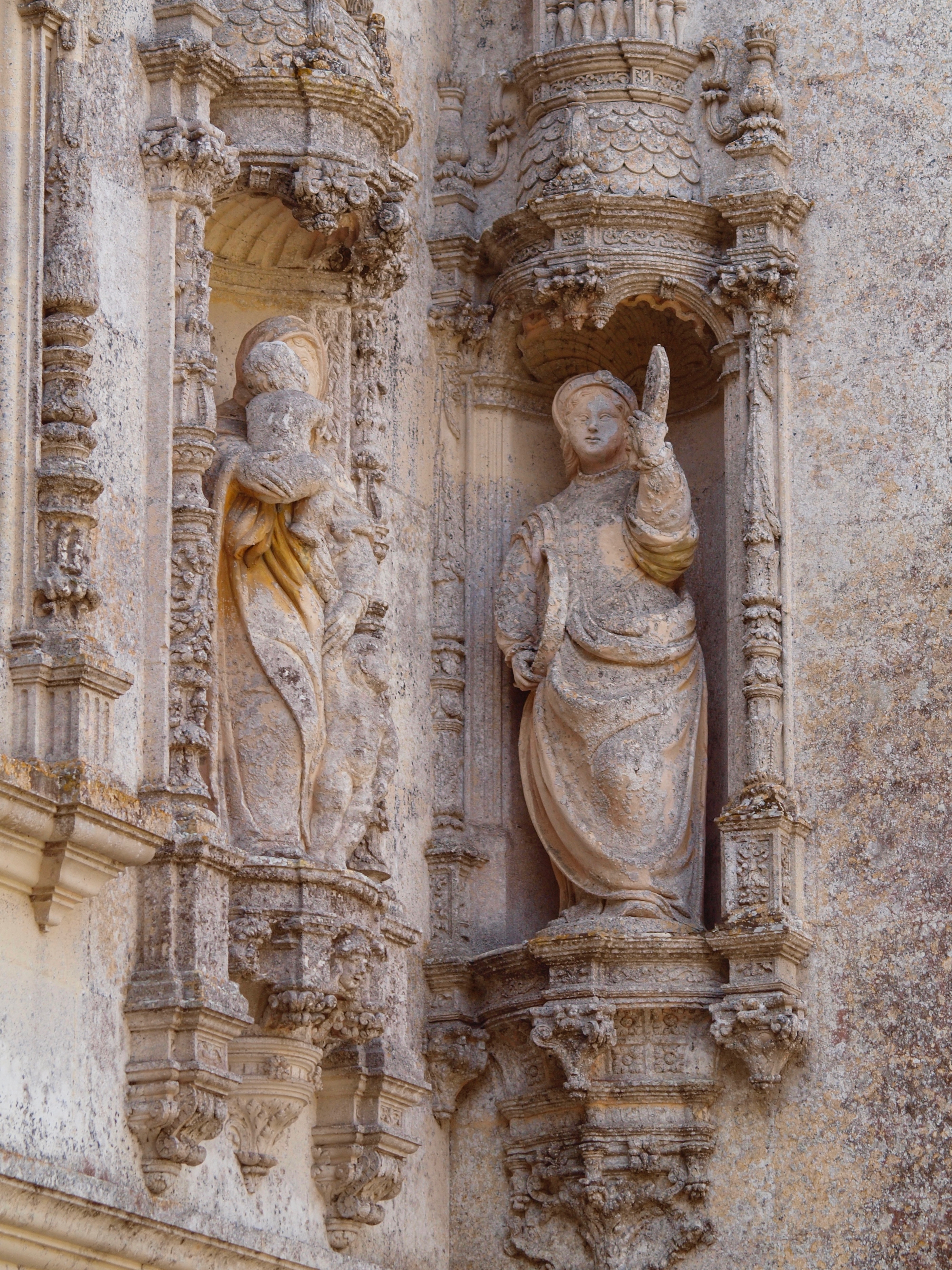
sculptures renaissance,
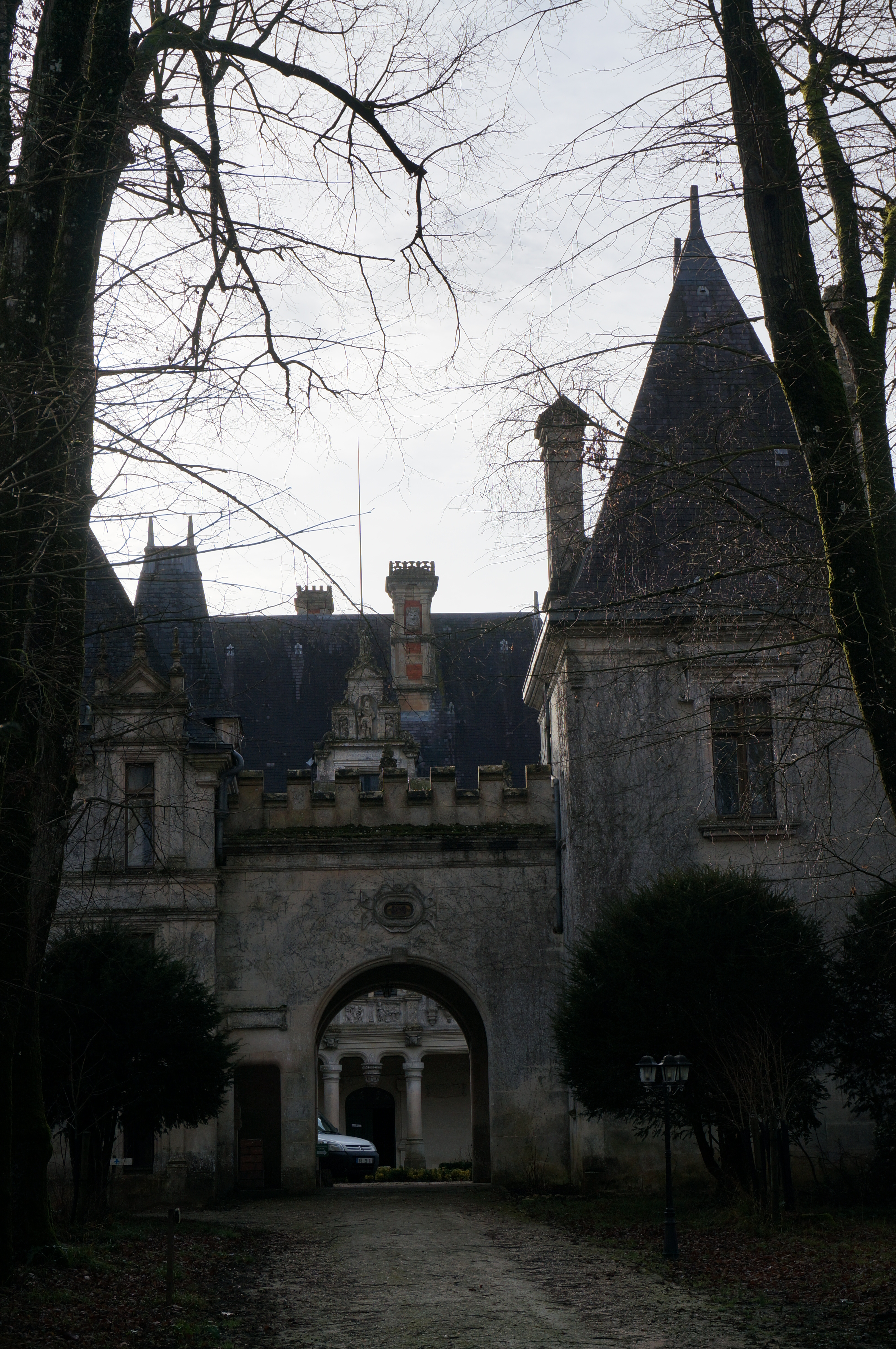
portail.